# Euploea euctemon
Euploea euctemon är en fjärilsart som beskrevs av William Chapman Hewitson 1866. Euploea euctemon ingår i släktet Euploea och familjen praktfjärilar. Inga underarter finns listade i Catalogue of Life.